# Forêts de hêtres des basses terres anglaises
Localisation
Les forêts de hêtres des basses terres anglaises forment une écorégion terrestre définie par le Fonds mondial pour la nature (WWF), qui appartient au biome des forêts de feuillus et forêts mixtes tempérées de l'écozone paléarctique. Elle englobe les plaines du Sud-Est de l'Angleterre et se compose principalement de hêtraies qui se développent grâce au climat humide et tempéré. Les autres essences sont le chêne, le frêne, le sapin et l'orme. Parmi les plantes rares on retrouve la Céphalanthère rouge et la Néottie nid d'oiseau. La macrofaune comprend notamment le Hérisson commun, le Blaireau européen, l'Écureuil roux, le Putois, l'Hermine et le Lièvre d'Europe.